# Flugplatz Laichingen

i7
i11
i13
Der Flugplatz Laichingen (ICAO-Code: EDPJ) ist ein Sonderlandeplatz und liegt etwa vier Kilometer westlich der Stadt Laichingen auf der Schwäbischen Alb in Baden-Württemberg auf einer Höhe von 2434 ft (742 m). Der Flugplatz wird seit 1964 vom Flugsportverein Laichingen e. V. betrieben. Im Jahr 2009 wurde das Gelände nach dem 2016 verstorbenen Segelflieger Jakob Laur benannt.

## Flugbetrieb
Flugzeuge bis 2000 kg und Hubschrauber bis 3000 kg dürfen hier starten und landen. Am Flugplatz kann sowohl Mogas als auch Avgas getankt werden.